# Evgenij Penjaev
Evgenij Ivanovič Penjaev (in russo Евгений Иванович Пеняев?; Mosca, 16 maggio 1942) è un ex canoista sovietico, dal 1991 russo.

## Palmarès

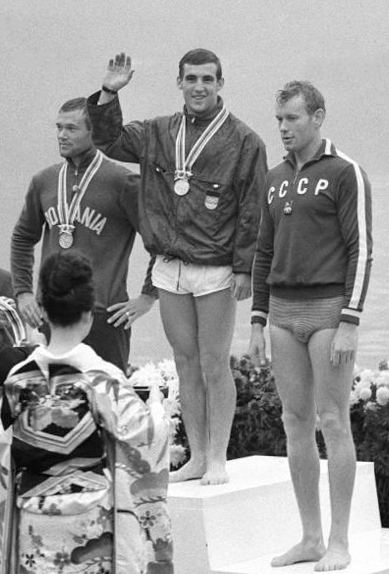
Il podio delle Olimpiadi di Tokyo

### Olimpiadi
- 1 medaglia:
  - 1 bronzo (Tokyo 1964 nel C-1 1000 m)